# Грамматиков Володимир Олександрович
Володимир Олександрович Грамматиков (нар. 1 червня 1942, Свердловськ, РРФСР, СРСР) — радянський і російський кінорежисер, сценарист, кінодраматург, продюсер, актор кіно, педагог. Заслужений діяч мистецтв Російської Федерації (1995). Лауреат Премії президента Російської Федерації (2017).